# 8206 Masayuki
8206 Masayuki este un asteroid din centura principală de asteroizi.

## Descriere
8206 Masayuki este un asteroid din centura principală de asteroizi. A fost descoperit pe 27 noiembrie 1994 la Ōizumi de Takao Kobayashi. El prezintă o orbită caracterizată de o semiaxă mare de 2,18 ua, o excentricitate de 0,05 și o înclinație de 1,5° în raport cu ecliptica.